# Біла (авіабаза)
Біла (рос. «Бе́лая», код ІКАО: UIIB) — військова авіабаза дальньої авіації в Іркутській області РФ. На базі дислокуються 444-й та 200-й гвардійський, важкі бомбардувальні авіаполки, озброєні літаками Ту-22М3 і 181-ша окрема зведена авіаційна ескадрилья з літаками Ан-12 і Ан-30. 1 червня 2025 року зазнала бомбардування СБУ.

## Історія
На аеродромі в період із 18 лютого 1947 по 1984 базувався 350-й винищувальний авіаційний полк ППО на літаках Ла-7, МіГ-15, МіГ-17, Су-9. А з 1967 полк отримав літаки дальнього перехвату Ту-128 і був перейменований в 350-й авіаполк (без слова «винищувальний»).
Розквіт бази почався на початку 1950-х. На озброєння ЗС СРСР надійшла атомна зброя, єдиним носієм якої на той міг бути лише важкий бомбардувальник Ту-4. Одним із базових аеродромів стратегічної авіації командування ВПС країни визначила авіабазу «Біла». Недалеко від авіабази розташовувався «Об'єкт 644» — одна з центральних баз зберігання ядерної зброї 12-го ГУ МО.
Фактично все належало побудувати заново поруч з аеродромом, який тоді називався Північний, та мав лише ґрунтову ЗПС. З 1951 по 1955 роки повним ходом йшло будівництво льотного поля, злітно-посадкової смуги та руліжних доріжок, споруджувалися капоніри, ангари та майстерні. У 1955 році з Далекого Сходу на Білу передислокувалась авіаційно-технічна база з обладнанням та особовим складом і тоді ж прибули перші три літаки ТУ-4.
У 1954 і 1955 роки там були сформовані два важкі бомбардувальні авіаційні полки — 1225 і 1229, які отримали на озброєння бомбардувальники Ту-4 та Іл-28, а з 1957 року на зміну їм стали надходити Ту-16. Влітку 1982 року обидва полки влилися в новостворену 31 тяжку бомбардувальну авіадивізію, на їх озброєнні на той час уже перебували бомбардувальники Ту-22М2.

## Катастрофи та інциденти
4 квітня 2010 року через перекидання вогню від трави, що горіла, на аеродромні прибудови сталось загоряння контейнера з крилатими ракетами. За повідомленнями місцевої преси мінімум 10 ракет згоріло, ще частина отримала пошкодження.

### Російсько-українська війна
1 червня 2025 року СБУ провела спецоперацію «Павутина», у ході якої уражено літаки (переважно бомбардувальники Ту-22М3), які були розміщені на аеродромі. Також за даними спецслужби літаки палали на аеродромах «Дягілєво», «Оленья» та «Іваново», всього знищено до 40 літаків стратегічної авіації. За уточненими даними та згідно аналізу супутникових знімків, на аеродромі «Біла» вдалося верифікувати знищення чотирьох літаків Ту-22 та трьох Ту-95. Ще один Ту-95, ймовірно, був пошкоджений.